# Трущобы (роман)
«Трущо́бы» (порт. O Cortiço) — значительный роман в бразильской литературе, написанный в 1890 г. Алузиу Азеведу. В произведении отражено состояние общества конца девятнадцатого века в ярком описании судеб героев, проживающих в одной из трущоб Рио-де-Жанейро. Стилистически роман можно отнести как к реализму, так и к натурализму, по стилю он так же близок к Госпоже Бовари Гюстава Флобера.
«Трущобы» Азеведу — это история европейских, в основном португальских, иммигрантов, мулатов и освобождённых рабов, живущих и работающих в едином сообществе. Роман отражает авторские натуралистические взгляды и убеждения о влиянии на развитие героев их социального положения, расы и окружения.
Для достижения своего замысла автор использует контраст между жизненным укладом нерадивых, но страстных мулатов и трудолюбивых, но покорных судьбе португальских иммигрантов, постепенно адаптирующихся под влиянием климата и культуры Бразилии, меняющих жизненные приоритеты с технологичных на искренние и человечные. Отдельной темой в произведении является роль женщины в сообществе, где каждая героиня произведения становится ключевой в различные моменты жизни трущоб.

## Издание на русском
- ISBN 100002344268